# Рентгенівське дзеркало
Рентгенівське дзеркало — оптичний прилад, що використовується для управління рентгенівським випромінюванням (відбиття рентгенівських променів, фокусування і розсіяння). Зараз технології дозволяють створювати дзеркала для рентгенівських променів і частини екстремального УФ випромінювання з довжиною хвилі від 2 до 45—55 нанометрів.

## Області застосування
У найбільш короткохвильовій частині діапазону 0,01-0,02 нм рентгенівські дзеркала дозволяють фокусувати випромінювання синхротронів або рентгенівських трубок на досліджувані об'єкти або формувати паралельні пучки.
У діапазоні 0,6-6 нм лежить характеристичне випромінювання легких елементів (бора, фосфора). У цьому діапазоні рентгенівські дзеркала застосовують для дослідження спектрів у приладах елементного аналізу матеріалів.
Рентгенівська багатошарова оптика широко застосовується для формування, фільтрації й керування поляризацією в синхротронних джерелах. На ділянці 10-60 нм (екстремальне УФ) лежать лінії випромінювання сонячної плазми. Рентгенівські телескопи перебувають на орбіті й регулярно передають на Землю зображення Сонця на лініях Fe IX — Fe XI (17,5 нм) и Не II (30,4 нм).

## Матеріали для рентгенівських дзеркал
Рентгенівське дзеркало має багатошарову структуру (до декількох сотень шарів), воно потребує особливих умов виробництва. Матеріали повинні мати надвисоку чистоту і осаджуються на основу дзеркала напиленням у вакуумі. Діапазон хвиль, в яких буде працювати дзеркало, і додаткові умови визначають які саме матеріали будуть застосовуватися для виготовлення рентгенівського дзеркала. Хоча рентгенівські дзеркала малі за розміром, їх виробництво дуже складне, тому вони мають високу ціну.
Матеріали, що найчастіше використовують для виготовлення рентгенівських дзеркал:
- W/Si, W/B4C, Cr/Sc, W/Sc, Ni/C, Cr/C, W/C, Mo/B4C, Mo/Si, W/Si, Sc/Si, Co/C, WC/Si, Mo2B5/B4C, WSi2/Si, CrB2/C, MoSi2/Si